# 5-я стрелковая бригада (1-го формирования)
5-я стрелковая бригада (I формирование) — стрелковое формирование РККА ВС Союза ССР в Великой Отечественной войне.
В действующей армии с 9 августа по 5 октября 1941 года как Мурманская стрелковая бригада, с 5 по 15 октября 1941 года как 5-я стрелковая бригада. Наименование соединения, сокращённое действительное — 5 сбр.

## История
Стрелковая бригада сформирована в Лоухском районе Карело-Финской ССР в июле 1941 года на базе Мурманского 1087-го стрелкового полка, состоящего из ополченцев Мурманска и Мурманской области и 242-го стрелкового полка 104-й стрелковой дивизии, и вероятно, артиллерийского дивизиона той же дивизии как Мурманская стрелковая бригада, 5 октября 1941 года переименована в 5-ю стрелковую бригаду.
По формировании заняла оборону на Кестеньгском направлении, вернее, части, будучи объединёнными в бригаду, продолжили оборону на кестеньгском направлении. К 12 августа 1941 года основные части бригады находились в окружении, а тыловые части бригады вели бои на 34-м километре шоссе Кестеньга — Лоухи. С прибытием 88-й стрелковой дивизии положение на участке бригады стабилизировалось в 40 километрах от Лоухи.
15 октября 1941 года соединение стрелков развёрнуто в 289-ю стрелковую дивизию (II формирование).

## Состав
- управление;
- 1-й стрелковый батальон;
- 2-й стрелковый батальон;
- 3-й стрелковый батальон;
- артиллерийских дивизиона;
- миномётный дивизион;
- рота автоматчиков;
- части обеспечения.

## В составе
| Дата            | Фронт (округ)                                  | Армия (группа) | Корпус | Примечания |
| --------------- | ---------------------------------------------- | -------------- | ------ | ---------- |
| 01.09.1941 года | Карельский фронт                               | 14-я армия     | —      | —          |
| 01.10.1941 года | Карельский фронт Мурманская оперативная группа | 14-я армия     | —      | —          |

## Командиры
- Гривнин, Моисей Григорьевич, полковник[3] (??.07.1941 — 15.08.1941)
- Макшанов, Дмитрий Фролович, полковник (19.09.1941 — 10.10.1941)